# Diecéze Aliwal
Diecéze Aliwal je diecéze římskokatolické církve, nacházející se v Jihoafrické republice.

## Území
Diecéze zahrnuje území obcí Aliwal North, Barkly East, Bethulie, Burgersdorp, Goedemoed, Herschel, Indwe, Lady Grey, Molteno, Macuba with Jujinganga Hills, Rouxville, Steynsburg, Sterkstroom, Sterkspruit, Springfontein, Venterstad, Woodehouse.
Biskupským sídlem je město Aliwal North, kde se nachází hlavní chrám – katedrála Nejsvětějšího Srdce Ježíšova.
Rozděluje se do dvou farností. K roku 2020 měla 45 100 věřících, 8 diecézních kněží, 3 řeholní kněze, 3 řeholníky a 14 řeholnic.

## Historie
Dne 12. června 1923 byla breveEM Quo christiani papeže Pia XI. zřízena apoštolská prefektura Gariep. Prefektura vznikla oddělením území z apoštolského vikariátu Mys Dobré naděje a apoštolského vikariátu Kimberley.
Dne 9. dubna 1934 získala bulou Libenti animo papeže Pia XI. část území z misie sui iuris Queenstown.
Dne 27. ledna 1936 byla prefektura bulou Ad potiorem papeže Pia XI. povýšena na apoštolský vikariát Aliwal.
Dne 11. ledna 1951 byl vikariát bulou Suprema Nobis papeže Pia XII. povýšena na diecézi a část jejího území dala vzniknout arcidiecézi Bloemfontein. Současně se stala sufragánou arcidiecéze Kapské Město.
Dne 24. března 1953 byla z části jejího území zřízena apoštolská prefektura De Aar.

## Seznam apoštolský prefektů, vikářů a biskupů
- Franz Wolfgang Demont, S.C.I. (1923–1944)
  - neobsazena (1944–1947)
  - Johannes Baptist Lück, S.C.I. (1946–1947) apoštolský administrátor
- Johannes Baptist Lück, S.C.I. (1947–1973)
- Everardus Antonius M. Baaij, S.C.I. (1973–1981)
  - Joseph Anthony De Palma, S.C.I. (1981–1986) apoštolský administrátor
  - Fritz Lobinger (1986–1987) apoštolský administrátor
- Fritz Lobinger (1987–2004)
  - Oswald Georg Hirmer (2004–2007) apoštolský administrátor
- Michael Wüstenberg (2007–2017)
  - Adam Leszek Musiałek, S.C.I. (2017–2019) apoštolský administrátor
- Joseph Mary Kizito (od 2019)